# Trileros (película)
Trileros es una película cómica española producida en 2003 y estrenada comercialmente el 30 de enero de 2004. Fue coescrita y dirigida por Antonio del Real y protagonizada  por Juanjo Puigcorbé y Juan Echanove.

## Sinopsis
Dos cincuentones al borde de la desesperación, Augusto (taxista) y Julio (exespecialista de cine en paro) aceptan llevar a cabo una complicada operación clandestina en Perpiñán a cambio de un millón de euros. En su aventura les acompañan Melquíades (suegro de Augusto) y las prostitutas Lola y Emma. Inicialmente Las cosas parecen irles bien, pero los problemas llegarán cuando una banda de mafiosos traficantes se cruce en su camino para evitar que los pobres desafortunados consigan su ansiada recompensa.

## Reparto
| Actor/Actriz          | Personaje               |
| --------------------- | ----------------------- |
| Juanjo Puigcorbé      | Julio                   |
| Juan Echanove         | Augusto                 |
| José Sancho           | Óscar                   |
| Mariola Fuentes       | Emma                    |
| Antonio Gamero        | Melquíades              |
| Antonio Medina        | Rubén                   |
| Antonio Resines       | Arsenio                 |
| Esther Cañadas        | Lola                    |
| Rosanna Walls         | Rita                    |
| Antonio del Real      | Guardia Civil           |
| Carlos Castel         | Alberto, novio de Rita  |
| Gonzalo Pastor        | Policía                 |
| José Soler            | Trilero                 |
| Fernando Prados       | Sicario Herminio        |
| Juan Lombardero       |                         |
| Juan y Medio          | Policía francés         |
| Felipe A. Hita        |                         |
| Armando Buika         |                         |
| Alejandro Lakatus     |                         |
| Juan Muñoz            | Camarero                |
| Juan Ignacio Ocaña    |                         |
| María Tardón          |                         |
| Enrique Villén        | Sicario                 |
| Alejo Sauras          | Amigo del novio de Rita |
| Pedro Martínez Estutz |                         |
| Pilar Palacios        | Mimi                    |
| Eva Almaya            | Encargada masajes       |
| Caridad Antón         | Rosa                    |
| Belén Urquiza         | Lupe                    |
| Raquel Moya           | Magda                   |
| Ana Meteva            | Jennifer                |
| Tatiana Lupi          | Perla                   |
| Viviana Toledo        | Chica 1                 |
| Erika Trejo           | Chica 2                 |
| Amanda Dos Santos     | Chica 3                 |
| Jaime Ordóñez         | Empleado gasolinera     |
| Csaba                 | Guardaespaldas 2        |
| Abraham Lausada       |                         |
| Ana Vega              |                         |